# Tenkeszéplak
Tenkeszéplak (Suplacu de Tinca), település Romániában, a Partiumban, Bihar megyében.

## Fekvése
Tenkétől délkeletre fekvő település.

## Története
Tenkeszéplak, Széplak Árpád-kori település. Nevét már 1291–1294 között említette oklevél Zeplak néven. 
1692-ben Szeplak, 1808-ban Széplak, Sziplak, 1913-ban Tenkeszéplak néven írták.
1333 előtt: v. Sceplac cum suo districtu néven volt említve, majd Gregorius sacerdos de v. Zeplak, Jacobus =, Paulus = Seplak. néven említették. Ekkor Széplak falu uradalmával együtt a Borsa nemzetségből származó Tamás fia István fia István birtoka volt, aki 1333 előtt a váradi püspökségre hagyta.
Papja 1291-1294 között 1 fertót adott a püspöknek.
1332-1337 között a pápai tizedjegyzék is említette. Papja ekkor évi 32 garas pápai tizedet fizetett. Az összeg
magas voltát az magyarázza, hogy dézsmája nem a püspököt, hanem egészében az itteni Szűz Mária-egyházat illette.
1851-ben Fényes Elek írta a településről:
...románul Szuplák, Bihar vármegyében, lapályban. Van 724 óhitü, 84 református lakosa, óhitü templommal, s a reformátusok régi templomának romjaival. Birja a váradi deák káptalan.
1910-ben 1068 lakosából 125 magyar, 943 román volt. Ebből 100 református, 946 görögkeleti ortodox, 17 izraelita volt.
A trianoni békeszerződés előtt Bihar vármegye Tenkei járásához tartozott.

## Hivatkozások

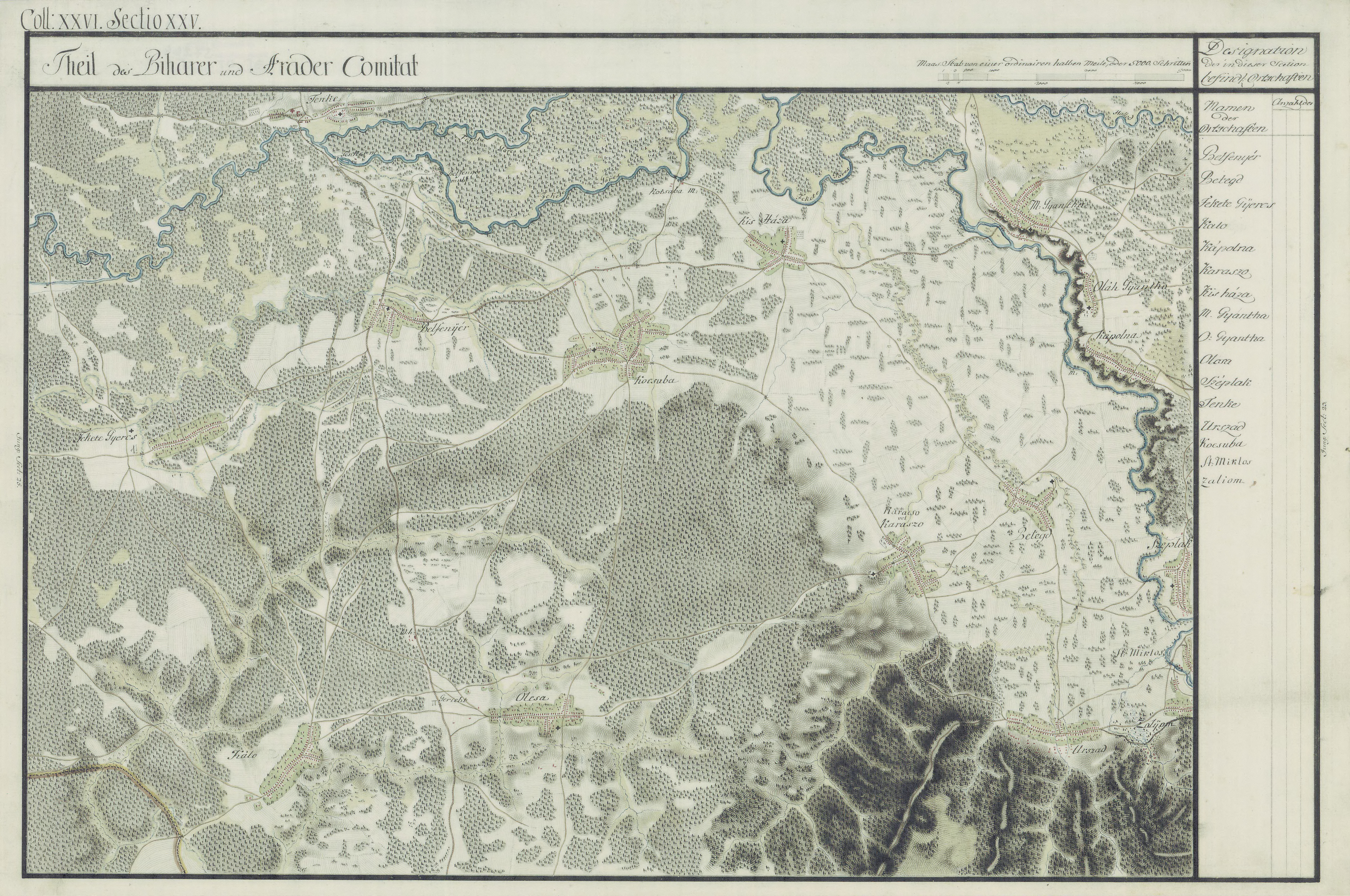
Tenkeszéplak (Széplak) egy régi, 1700-as évekből való térképen